# Edmund Schmidl
Edmund Schmidl (11. listopadu 1859 Vejprty – 19. května 1922 Vejprty) byl rakouský a český průmyslový podnikatel a politik německé národnosti, na konci 19. století poslanec Českého zemského sněmu.

## Biografie
Pocházel z vlivné českoněmecké rodiny. Jeho děd Wenzel Schmidl i otec Julius Schmidl se věnovali podnikání, stejně jako jeho strýc Wenzel Ludwig Schmidl nebo bratranec Emil C. Schmidl. Edmund Schmidl vystudoval gymnázium v Chomutově. Roku 1885 převzal od otce firmu Julius Schmidl na ozdoby a tkané zbožím, kterou přejmenoval na Julius Schmidl Sohn & Co. Už v roce 1889 ale založil nový podnik Edmund Schmidl na výrobu krajek a pleteného zboží. Továrna prosperovala, i díky zavedení produkce umělého hedvábí. Prošla expanzí a byla vybavena moderními stroji. Exportovala do Anglie i do Orientu. Schmiedl byl i veřejně aktivní. Zasedal v chebské obchodní a živnostenské komoře. Byl dlouholetým členem obecního zastupitelstva ve Vejprtech. Zasazoval se o výstavbu elektrárny.
Byl aktivní i v zemské politice. Ve volbách v roce 1895 byl zvolen v městské kurii (obvod Chomutov) do Českého zemského sněmu. Uvádí se jako německý nacionál (Německá lidová strana). Na mandát rezignoval roku 1899.
V letech 1912–1919 zastával funkci okresního starosty v Přísečnici. Město Vejprty mu udělilo čestné občanství.
Za manželku měl Idu Schmidl. Zemřel v květnu 1922.